# 瑪莎已死
《瑪莎已死》是一款由義大利工作室LKA開發、Wired Productions發行的心理恐怖遊戲，發行平台包含Microsoft Windows、PlayStation 4、PlayStation 5、Xbox One和Xbox Series X/S。

## 劇情
故事發生在二戰後期，在德占義大利托斯卡納的一個虛構小鎮上，雙胞胎姐妹瑪莎（Martha）和茱莉亞（Giulia）在保姆的莊園裡度過了她們的童年。瑪莎自幼失聰，她們的母親艾琳（Irene）指責茱莉亞在她的子宮裡對姐姐施加鈍力才會如此。她們的父親埃里希（Erich）是德軍將軍。茱莉亞的保姆講述了白衣女士（the White Lady）的傳說，這是一個女人的惡毒靈魂，她的情人謀殺了她，並被吊在莊園附近湖中心一座島上的樹上。
某天下午，已是年輕成人的茱莉亞請瑪莎陪她到附近森林的湖邊拍照。然而，隔天早上瑪莎不在房子裡，於是茱莉亞獨自拍照。後來，她發現了姐姐的屍體，隨後被父母撞見。她的母親將茱莉亞誤認為瑪莎，茱莉亞被迫裝聾作啞來假扮雙胞胎姐姐的身份。
在姐姐去世後的幾天裡，茱莉亞的精神狀態持續惡化。由於記憶缺失，她艱難地想記起姐姐去世那天發生的事情。在探索周圍樹林時，茱莉亞發現她身為一名義大利抵抗組織士兵的暗戀對象拉波（Lapo）的屍體，他剛被德軍追趕並殺死；茱莉亞隨即被追趕拉波的德軍開槍誤傷。艾琳找到茱莉亞，茱莉亞也康復，然而她的事蹟在當地報紙上被誤解了。
在瑪莎的葬禮後，茱莉亞藉由彈鋼琴間接向母親透露自己的身份。茱莉亞懷疑姐姐的死與母親逃脫不了關係，於是藉著保姆的指示得到聯繫白衣女士。在森林邊緣的海灘上，她找到姐姐去世前短暫使用過的膠卷。茱莉亞划船到白衣女士的情人被吊死的小島上。使用塔羅牌與她溝通後，茱莉亞得到了姐姐飾品盒的鑰匙，並在莊園的浴缸中醒來。
在瑪莎的小飾品盒裡，茱莉亞找到了瑪莎的一封信，說明她在童年時被艾琳嚇壞後開始裝聾作啞。她解釋道，對於艾琳偏愛自己並蔑視茱莉亞感到內疚，打算設計激怒並被艾琳謀殺，讓她以為自己殺了茱莉亞，這樣茱莉亞就能取代瑪莎的位置。瑪莎還承認懷了拉波的孩子——她對艾琳撒謊說是茱莉亞懷孕了，這樣瑪莎就可以假裝是茱莉亞，成為母親怒火下的犧牲品。
茱莉亞前往家裡地下室，以確認瑪莎是否真的懷孕。她從瑪莎經過防腐處理的屍體中取出一個畸形的雙頭胎兒，並承諾稍後會“修復”姐姐的屍體。 茱莉亞發現艾琳已經安排了精神病院的工作人員將茱莉亞帶走並返回莊園。在沖洗瑪莎去世那天留下的膠捲之前，茱莉亞審問並射殺艾琳，接著找到她童年臥室的鑰匙。突然，炸彈襲擊了莊園並切斷了房子電源。
茱莉亞醒來並重新回到她的童年臥室。她開始玩木偶劇院，一場木偶戲揭曉茱莉亞肢解了母親並將屍體埋在樹林裡的一座橋下。之後，她返回莊園，發現電力回來了。
茱莉亞沖洗膠捲並得知是自己殺死了瑪莎而非母親。她遭到義大利抵抗軍士兵的伏擊，並與隨後被殺的父親埃里希一起遭受酷刑。然而，茱莉亞逃過一死。
現在獨自一人，茱莉亞回到暗室，播放母親的懺悔錄音，表明瑪莎並非茱莉亞的雙胞胎姐姐——而是瑪莎的另一個人格。她再次開始玩木偶劇院，展示了她痛苦的成長過程，艾琳的家暴式養育導致瑪莎的人格分裂：一個安靜、可愛的瑪莎和麻煩、討厭的茱莉亞。
回到現在，茱莉亞打電話給鎮上牧師，對方說服她來到教堂，精神病院的工作人員終於得以將她帶走。茱莉亞在收容所期間開始自殘與習慣性地自傷式自慰。在她腦海裡，茱莉亞與另一個人格交談，並決定哪些事件孰真孰假。不論玩家如何選擇她的反應，這段劇情都會以茱莉亞割腕結束。
在她的描述中，茱莉亞表明自已已康復，可以將過去的事拋諸腦後。

### 角色
- 茱莉亞（Giulia）：本作主角，與姐姐瑪莎為雙胞胎姐妹，姐妹倆長相像到連親人都會認錯，而姐姐自幼失聰是姐妹倆唯一的明顯區別，也是從小被母親艾琳特別討厭並經常打罵的原因。和瑪莎都喜歡義大利反抗軍成員拉波。自從在湖邊發現姐姐瑪莎的屍體，便過著假冒姐姐身分的日子，因此獲得母親從未給過的關愛，並試圖揭開姐姐死亡的真相；然而隨著調查深入，精神狀況每況愈下，最終走向瘋狂的悲劇結局。
- 瑪莎（Martha）：主角茱莉亞的雙胞胎姐姐，因為自幼失聰而特別受到母親艾琳的疼愛，卻也導致妹妹一直被母親討厭與打罵。某天被茱莉亞發現陳屍湖邊，自此妹妹過上假冒自己身分的日子，讓妹妹獲得母親只給自己卻從未給過妹妹的關愛。與茱莉亞都喜歡義大利反抗軍成員拉波，自己死前懷了拉波的骨肉。經過茱莉亞調查，瑪莎是故意設計想死於母親之手，好補償妹妹一直以來被自己剝奪的母愛；然而，隨著故事發展，瑪莎之死的真相並沒這麼簡單。
- 艾琳（Irene）：瑪莎與茱莉亞的母親，從她們小時候，不但特別偏愛失聰的瑪莎，還非常討厭並經常打罵茱莉亞。瑪莎死後，艾琳一直以為死掉的是茱莉亞，而把還活著的茱莉亞當成瑪莎，於是陰錯陽差把原本只給瑪莎的疼愛轉向給予茱莉亞。後來茱莉亞懷疑是艾琳殺了瑪莎，被茱莉亞抓起來嚴刑拷打後一槍暴頭，屍體被支解並埋在森林裡；然而，當茱莉亞想起拷問艾琳時的真正經過，再加上一連串的線索，不僅發現瑪莎的真實身分，還知曉了自己的悲慘身世。
- 埃里希（Erich）：瑪莎與茱莉亞的父親，二戰德軍將軍。後來義大利反抗軍入侵家中，劫持自己與茱莉亞；父女倆遭受一頓嚴刑拷打後，自己被反抗軍射殺，茱莉亞則逃過一死。
- 拉波（Lapo）：義大利反抗軍成員，瑪莎與茱莉亞的共同喜歡對象，與瑪莎懷有骨肉。某天茱莉亞在森林聽到槍聲與追趕聲，隨後發現剛被德軍射殺的拉波屍體。
- 白衣女士（the White Lady）：因被情人殺死而化身復仇冤魂，死後一直飄盪在茱莉亞家附近湖中央的島上。茱莉亞能用塔羅牌進行儀式與之對話。

### 白衣女士傳說
本作中有一本兒童讀物，講述名為白衣女士的復仇冤魂。一個村裡的美女有個情人，她計劃在聖卡夏諾湖中心的小島上見她的情人，沒想到一見面就被對方出於忌妒殘忍淹死，聲稱自己只是太愛她了。他回到村子並承認罪行，最終被絞死在小島上。村民試圖找回女孩屍體，卻始終沒找到。村民隨後發現她的靈魂在村裡遊蕩，尋找美麗的年輕女性來重現她的死亡，從而減輕她的痛苦。玩家可以透過塔羅牌及黑暗儀式召喚她的靈魂，召喚儀式有以下要求：塔羅牌、作為精神領域與現實世界橋樑的物體、讓她與她的情人接觸、一綹頭髮、儀式現場要起霧。

## 開發
本作開發耗時六年，由一個15人開發團隊負責。此外，還編寫了三十萬個原創單詞，後來被翻譯成12種語言，其中有四種將有配音，分別是義大利語、英語、德語和簡體中文。
遊戲發布前幾週，PlayStation下令刪改《瑪莎已死》中的一些場景，最終卻未像大家以為那樣從遊戲中刪除，而是將遊戲互動改為簡單電影，並添加選項讓玩家能直接跳過。這些無法在PlayStation主機上播放的是涉及極端暴力的場景，例如茱莉亞割下了瑪莎的臉當作面具，或茱莉亞將瑪莎的屍體切開以確認是否懷孕，而跳過場景的選項直接忽略了提到兩者的部分。此外，它還刪除了朱莉婭的流產畫面及上吊自殺的場景。

## 評價
| 汇总媒体   | 得分                                             |
| ---------- | ------------------------------------------------ |
| Metacritic | PC: 74/100 PS5: 72/100 XONE: 58/100 XSXS: 65/100 |

| 媒体                  | 得分   |
| --------------------- | ------ |
| 电子游戏月刊          | [ 12 ] |
| Game Informer         | 6/10   |
| GamesRadar+           | [ 14 ] |
| IGN                   | 7/10   |
| Push Square           | [ 16 ] |
| VideoGamer.com        | 6/10   |
| Video Games Chronicle | [ 18 ] |

根據Metacritic，《瑪莎已死》獲得“兩極或平均”的評價。

### 爭議
儘管獲得評論家的積極評價，《瑪莎已死》在PlayStation平台上發行時遭到刪改，自此成為爭議焦點。被要求修改的包括刪除某些令人不適的場景的互動性以及對自慰的暗示。本作在其它平台上均一刀未剪。

## 外部連結
- 官方网站